# Anolis antioquiae
Anolis antioquiae este o specie de șopârle din genul Anolis, familia Polychrotidae, descrisă de Williams 1985. Conform Catalogue of Life specia Anolis antioquiae nu are subspecii cunoscute.